# Реннердейл (Пенсільванія)
Реннердейл (англ. Rennerdale) — переписна місцевість (CDP) в США, в окрузі Аллегені штату Пенсільванія. Населення — 1103 особи (2020).

## Географія
Реннердейл розташований за координатами 40°24′1″ пн. ш. 80°8′23″ зх. д. / 40.40028° пн. ш. 80.13972° зх. д. (40.400154, -80.139602).  За даними Бюро перепису населення США в 2010 році переписна місцевість мала площу 2,05 км², уся площа — суходіл.

## Демографія
Згідно з переписом 2010 року, у переписній місцевості мешкало 1150 осіб у 453 домогосподарствах у складі 339 родин. Густота населення становила 561 особа/км².  Було 470 помешкань (229/км²).
Расовий склад населення:
| - 98,3 % — білих - 0,7 % — чорних або афроамериканців - 0,4 % — азіатів |

До двох чи більше рас належало 0,5 %. Частка іспаномовних становила 0,3 % від усіх жителів.
За віковим діапазоном населення розподілялося таким чином: 20,9 % — особи молодші 18 років, 60,8 % — особи у віці 18—64 років, 18,3 % — особи у віці 65 років та старші. Медіана віку мешканця становила 46,9 року. На 100 осіб жіночої статі у переписній місцевості припадало 93,0 чоловіків;  на 100 жінок у віці від 18 років та старших — 86,5 чоловіків також старших 18 років.
Середній дохід на одне домашнє господарство  становив 80 943 долари США (медіана — 73 013), а середній дохід на одну сім'ю — 97 776 доларів (медіана — 82 434). 
Цивільне працевлаштоване населення становило 404 особи. Основні галузі зайнятості: роздрібна торгівля — 17,8 %, транспорт — 12,6 %, освіта, охорона здоров'я та соціальна допомога — 11,6 %.